# Сьюдад-Фернандес
Сьюдад-Фернандес (исп. Ciudad Fernández)  —   город и муниципалитет в Мексике, входит в штат Сан-Луис-Потоси. Население — 29 581 человек.
1. ↑  Карты Google — 2005.